# UGM-73 Poseidon
Tên lửa UGM-73 Poseidon là loại tên lửa đạn đạo phóng từ tàu ngầm thứ hai được phát triển và trang bị cho Hải quân Mỹ. Tên lửa là loại tên lửa nhiên liệu rắn hai tầng mang đầu đạn nhiệt hạch. Nó là loại tên lửa thế hệ tiếp theo của tên lửa UGM-27 Polaris bắt đầu từ năm 1972, mang nhiều cải tiến về đầu đạn và độ chính xác. Nó được tiếp nối bởi tên lửa Trident I vào năm 1979, và Trident II năm 1990.

## Phát triển
Việc nghiên cứu phát triển một phiên bản tên lửa có tầm bắn xa hơn tên lửa Polaris—tăng kích thước tên lửa đến kích thước tối đa có thể của giếng phóng tên lửa—bắt đầu từ năm 1963. Các thử nghiệm đã chỉ ra rằng tên lửa Polaris có thể vận hành trong các giếng phóng trên tàu ngầm mà không có lớp lót sợi thủy tinh và vòng định vị.
Chương trình phát triển mang tên ban đầu là Polaris B3, nhưng tên lửa được đổi tên là Poseidon C3 nhằm nhấn mạnh việc nó mang nhiều cải tiến về công nghệ so với tên lửa Polaris. Tên lửa C3 là phiên bản duy nhất đi vào sản xuất và trang bị, nó được định danh là UGM-73A.
Có kích thước và khối lượng lớn hơn một chút so với tên lửa Polaris A3, Poseidon có cùng tầm bắn 4.600 kilômét (2.500 nmi) như Polaris nhưng có tải trọng đầu đạn mang được lớn hơn, cải thiện độ chính xác, và khả năng mang nhiều đầu đạn MIRV. Số đầu đạn con tăng lên với 10 đầu đạn hoặc 14 đầu đạn nhiệt hạch W68 chứa trong khoang đầu đạn hồi quyển Mark 3.
Giống như tên lửa Polaris, việc kích hoạt động cơ tên lửa khi tên lửa vẫn còn đang trong giếng phóng tên lửa là một tình huống rất nguy hiểm. Do đó, tên lửa được đẩy ra khỏi giếng phóng bằng hơi nước áp suất cao. Động cơ tên lửa sẽ được kích hoạt tự động khi tên lửa bay lên cao xấp xỉ 10 mét (33 ft) bên trên tàu ngầm.
Tên lửa Poseidon được bắn thử nghiệm vào ngày 16 tháng 8 năm 1968, lần phóng thử nghiệm thành công đầu tiên từ tàu mặt nước được tiến hành bởi tàu USNS Observation Island (từ 1/7 đến 16/12/1969), và lần phóng thử nghiêm đầu tiên trên tàu ngầm được tiến hành từ tàu ngầm USS James Madison (SSBN-627) ngày 3/8/1970. Tên lửa SLBM UGM-73 Poseidon bắt đầu đi vào trang bị vào ngày 31/3/1971. Nó được trang bị trên 31 tàu ngầm SSBN thuộc các lớp Lafayette, James Madison, và Benjamin Franklin.
Hải quân Anh cũng cân nhắc việc tái trang bị các tàu ngầm SSBN của mình bằng tên lửa Poseidon vào những năm 1970 thay cho tên lửa Polaris A3T, và giống như Mỹ, Anh cũng giữ các thân tàu có sẵn. Mặc dù vậy, sau đó chính phủ Anh đã triển khai hệ thống Chevaline, một hệ thống hai đầu đạn MIRV cùng với các mồi nhử, trên các tên lửa Polaris của mình, và sau đó triển khai trên các tên lửa Trident D5 trên các tàu ngầm SSBN mới.
Từ năm 1979, 12 tàu ngầm SSBN đã được tái trang bị bằng tên lửa Trident I. Năm 1992, Liên Xô tan rã, 12 tàu ngầm lớp Ohio được triển khai, và hiệp ước START I bắt đầu có hiệu lực, vì vậy các tên lửa Poseidon và Trident I đã được tháo dỡ khỏi 31 tàu ngầm SSBN, và tên lửa Poseidon đã được rút khỏi trang bị.

## Vận hành
- Hoa Kỳ
  - Hải quân Mỹ